# لوزانو، خوخوئی
لوزانو، خوخوئی (به اسپانیایی: Lozano) یک محل در آرژانتین است که در ایالت خوخوی واقع شده‌است.